# サクラバクシンオー
サクラバクシンオー（欧字名:Sakura Bakushin O、1989年4月14日 - 2011年4月30日）は、日本の競走馬、種牡馬。
1992年に中央競馬（JRA）でデビュー。小島太を主戦騎手に短距離戦線で頭角をあらわし、1993年・1994年にスプリンターズステークスを連覇。1994年度のJRA賞最優秀短距離馬に選出された。通算21戦11勝。うち1400メートル以下では12戦11勝という成績を残しているいっぽう、1400メートルを上回る競走は9戦して1勝もしておらず、日本競馬史上最強でかつ顕著なスプリンターとも評される。
種牡馬としては、高松宮記念の優勝馬ショウナンカンプとビッグアーサー、朝日杯フューチュリティステークスとNHKマイルカップの優勝馬グランプリボスなど、短距離からマイル路線の活躍馬を輩出した。2010年には内国産種牡馬として史上3頭目となる産駒JRA通算1000勝を達成している。母の父としての産駒には中・長距離路線を中心にGI7勝を挙げて顕彰馬に選定されたキタサンブラックがいる。

## 生涯

### 生い立ち
1989年、北海道早来町の社台ファーム早来に産まれる。父は1986年の天皇賞（秋）優勝馬サクラユタカオー、母は天皇賞（春）と有馬記念に優勝したアンバーシャダイの全妹・サクラハゴロモ。母系からは数々の活躍馬が輩出され、その起点とされる祖母から「クリアアンバー系」と称される。1歳上の従兄には後の阪神3歳ステークス優勝馬・イブキマイカグラもいた。
本馬の調教師となる境勝太郎は、密接な関係の馬主であるさくらコマースの購買代理人として、かつてサクラハゴロモの購買を望んでいたが、将来的に社台ファームの基礎牝馬にしたいと考えていた同代表・吉田善哉は首を縦に振らず、代わりに3000万円で3年間、さくらコマースと境に貸し出されることになった。サクラハゴロモはデビュー後、骨折による1年間の休養を経て2勝を挙げたが、境は無理をさせることを嫌ってサクラハゴロモを2年で社台ファームに返却する。その埋め合わせとして境に無償提供されたのがサクラハゴロモの初仔、後のサクラバクシンオーであった。なお、父・ユタカオーもかつて境の管理下にあった馬である。境は幼駒のころの印象について、「柔らかみを感じさせる仔馬だったけど、正直、あんなに走るようになるとは思わなかった」と述べており、また悍性の強さを備えつつも人間に対しては素直で大人しい性格について、「典型的なユタカオーの産駒」と評している。
競走年齢の3歳に達した1991年秋、茨城県美浦トレーニングセンターの境のもとへ入厩。ユタカオーと同様に体質が弱く、脚部不安も抱えていたが、調教では優れたスピード能力を見せてもいた。しかし、長距離得意であったアンバーシャダイを伯父にもつ血統もあり、当時は必ずしもスプリンターであるとは見られておらず、同馬主のサクラセカイオー（後にエプソムカップ優勝）と共に、2400メートルの長距離で行われる東京優駿（日本ダービー）への有力候補との評もあった。

### 戦績

#### 4歳（1992年）
4歳となった1992年1月12日、中山開催の新馬戦・ダート1200メートルでデビュー。当日は2番人気だったが、スタートから先頭を奪うと、そのまま2着に5馬身差をつけて逃げきり、初戦での勝利を挙げた。2週間後には1600メートル戦の黒竹賞に出走。1番人気に支持されるが、スタートで後手を踏んで後方からのレース運びとなり、道中で先団へまくっていくも、直線で2番人気のマイネルコートに競り負けアタマ差の2着と敗れた。距離が1200メートルに戻った3戦目では単勝オッズ1.3倍の1番人気に支持されると、2着に4馬身差をつけての逃げきりで勝利。走破タイム1分8秒8は、同日に同条件で行われた古馬（5歳以上馬）900万下条件戦のタイムを0秒3上回るものだった。
この時点で、以後は短距離路線へ集中することも考えられていたが、境と馬主の全演植が相談のうえで一度中距離以上を使ってみることで合意し、3月29日、4歳クラシック初戦・皐月賞へのトライアル競走であるスプリングステークス（1800メートル）へ出走した。当日はラジオたんぱ杯3歳ステークスの優勝馬ノーザンコンダクト、前年の朝日杯3歳ステークス優勝馬・ミホノブルボンに次ぐ3番人気に支持された。レースではスタートが切られると2番手を追走。しかし重馬場を気にしてフォームが乱れ、逃げるミホノブルボンに競りかけることもできず、4コーナーではあわや転倒しそうになるほどバランスを崩して失速していき、2着に7馬身差をつけ圧勝したミホノブルボンから3秒5差の12着と大敗した。境は戦前から「蹄の形から見ると滑る馬場は良くないかもしれない」と予想しており、鞍上・小島太の敗戦の弁も「滑る馬場で馬が夢中になり、息が入らなかった」というものであった。境は1994年の安田記念に臨む前に受けたインタビューにおいても「この馬の敵は雨なんです。綺麗に脚を伸ばして走る馬ですから、飛びに関係してきます」と語っている。また、このレースにはこの年の菊花賞でミホノブルボンの無敗の三冠制覇を阻んだライスシャワーも出走しており、同馬は4着であった。
抽選対象で皐月賞出走の可能性も残されていたが、スプリングSでの大敗によってクラシックには見切りをつけ、短距離重賞・クリスタルカップへ出走。調教不順が伝えられながらも単勝1.8倍の1番人気に推されると、2着タイトゥルーに3馬身半差を付けて逃げきり、重賞初勝利を挙げた。小島は「抜群のスタートセンスを持っているし、スピードの絶対値が違う」と称えた。続く菖蒲ステークスも逃げきって連勝したが、6月に出走したニュージーランドトロフィー4歳ステークスでは距離1600メートル、調教不順と不安材料も重なり、シンコウラブリイの7着と敗れた。
その後、夏場を休養に充てて9月に復帰したが、緒戦の京王杯オータムハンデキャップではハギノスイセイの大逃げを追走する形となって3着、続く多摩ステークスでは1000メートル通過57秒0というハイペースで飛ばした末、直線で力尽きて7着に終わる。この2戦はいずれも1600メートル戦であった。距離を1400メートルとした3戦目・キャピタルステークスでは一転して軽快な逃げから後続を寄せつけず、2着ミスタートウジンに2馬身半差、レコードタイムから0秒1差の1分21秒1というタイムで快勝した。
12月20日、スプリンターズステークスでGI競走に初出走。当日はマイルチャンピオンシップを連覇しているダイタクヘリオス、同期の桜花賞優勝馬ニシノフラワーに続く3番人気と、地味なオープン特別路線を進んできた馬としては高く評価された。レースではトモエリージェント、ユウキトップランに挟まれての先行勢に入ったが、これらが競り合って飛ばした結果、前半600メートルは32秒8という非常なハイペースとなる。最後の直線では後方に控えていたニシノフラワーが追い込んで勝利し、サクラバクシンオーは6着に終わった。この競走は1400メートル以下の距離でサクラバクシンオーが喫した唯一の敗戦である。

#### 5歳（1993年）
スプリンターズステークスのあと、サクラバクシンオーは脚部不安を生じて休養に入る。翌1993年の春シーズンは全休し、10月になりオープン特別競走・オータムスプリントステークスで復帰。得意の1200メートルにもかかわらず2番人気の評価だったが、道中5～6番手追走から直線で抜け出すという新境地を見せ、復帰戦を勝利で飾った。続くアイルランドトロフィーでは1600メートル、重馬場と実績のない条件が重なり、結果も4着と敗れる。しかし前年勝利したキャピタルステークスでは、道中3番手を進んでの落ち着いたレース運びから直線で抜け出し、1分21秒2と前年同様の好タイムで勝利した。
12月19日、前年6着のスプリンターズステークスに出走。前年の2着馬で、当年マイル戦の安田記念、中距離戦の天皇賞（秋）を制し、「三階級制覇」がかかるヤマニンゼファーが1番人気、サクラバクシンオーは前年度優勝馬のニシノフラワーを抑えての2番人気に推された。スタートが切られるとサクラバクシンオーは先行する2頭を見ながらの3番手を進み、ヤマニンゼファーがその直後を追走。前半600メートルは33秒2と例年に比べれば緩いペースとなり、最後の直線で抜け出したサクラバクシンオーはヤマニンゼファーを突き放し、2馬身半差をつけてGI初制覇を果たした。これはサクラユタカオー産駒のGI初制覇ともなった。
競走8日前、バクシンオーの馬主であり、小島が父とも慕っていた全演植が死去しており、小島は競走後のインタビューにおいて「寝ても覚めてもオヤジのことばかり考えていた。絶対に勝たなくちゃいけない、絶対に負けられないと思っていた。これまでの騎手人生で最高の仕事ができた。オヤジにありがとうと言いたい」と語った。またバクシンオーについては「一本調子の逃げしかできなかった馬が、前走では好位で折り合う、以前とは見違えるようなレースができた。脚元の弱かった馬がビシビシ調教をやれるようになったし、馬自身が本当に成長している」と述べ、また境も「まさに本格化したといっても過言ではない」と述べた。
当年はこれでシーズンを終える。翌年1月に発表された年度表彰・JRA賞では、最優秀短距離馬部門で総数171票のうち77票を集めたが、87票を集めたヤマニンゼファーに及ばず次点となった。

#### 6歳（1994年）
6歳となった1994年シーズンは、未だ勝利のない1600メートルで行われるGI競走・安田記念を春の目標とした。前哨戦として、当初は同じ条件で行われる東京新聞杯に登録したが、60キログラムという重い負担重量を課せられることから回避。安田記念直近の前哨戦である京王杯スプリングカップからでは調整が難しいとの判断で、1200メートル戦のダービー卿チャレンジトロフィーより始動した。当日は単勝オッズ1.2倍の1番人気となり、レースでは2番手追走から直線で楽に抜け出すと、最後は小島が手綱を抑える余裕をみせながら勝利した。
5月15日、安田記念を迎える。この競走は前年より国際GI競走となっており、質、量ともに前年を上回る5頭の外国馬が出走。前哨戦の京王杯スプリングカップでは勝ったスキーパラダイス（フランス）を筆頭として、ザイーテン（UAE）、サイエダティ（イギリス）、ドルフィンストリート（フランス）が4着までを占めていた。当日はスキーパラダイスが1番人気、1000ギニーとジャック・ル・マロワ賞優勝の実績があるサイエダティが2番人気、サクラバクシンオーはそれに次ぐ3番人気となった。スタートが切られるとマイネルヨースがハイペースで逃げ、サクラバクシンオーは2番手でこれを追走。1000メートル通過は同距離のレコードタイムから0秒5差の56秒9というハイペースとなる。最後の直線入口ではいったん先頭に立って粘りこみを図ったが、そこから後続に差され、後方待機策をとっていたノースフライトの4着と敗れた。
その後、休養を経て秋を迎えるに際し、陣営は2000メートルで行われる天皇賞（秋）への出走を示唆。10月9日、その試金石として、4歳時に出走したスプリングステークス以来の1800メートルで行われる毎日王冠に臨んだ。当日は人気が割れるなか、この距離の日本レコード保持馬であるネーハイシーザーが1番人気となり、サクラバクシンオーは4番人気となった。レースにおいてサクラバクシンオーは1000メートル通過57秒5というハイペースで飛ばしながら、直線半ばまで先頭で粘った。しかしネーハイシーザーにかわされてから、さらに残り100メートルでフジヤマケンザン、スターバレリーナにもかわされての4着に終わった。ネーハイシーザーの走破タイム1分44秒6は自身のもつレコードを0秒5更新するものであったが、サクラバクシンオーのタイムも旧レコードを0秒1上回るものだった。小島は「守備範囲外の1800メートルであれだけの競馬ができたのは大きな収穫だった」と振り返っている。
その後は短距離路線に戻り、1400メートル戦のスワンステークスへ出走。安田記念の優勝馬・ノースフライトと顔を合わせたが、当日はサクラバクシンオーが1番人気の支持を受けた。レースでは2番手追走から小島が手綱を抑えたままで先頭に立ち、追走するノースフライトに1馬身4分の1差をつけて勝利した。小島は「本当は抑えるだけ抑えてみるつもりだったが、結果2番手からの競馬。他馬とはスピードの絶対値が違う」と述べ、境は「着差以上に強い内容」と称えた。走破タイム1分19秒9は、日本において1400メートルではじめて1分20秒の壁を破るレコードであった。このタイムは、2017年の阪神カップでイスラボニータが走破タイム1分19秒5を記録するまで阪神競馬場のコースレコードとして保持された。
11月20日には秋のマイルGI・マイルチャンピオンシップに出走し、ノースフライトと再戦。この距離ではノースフライトが優勢との評価で、ノースフライトが単勝オッズ1.7倍、サクラバクシンオーが3.3倍となった。スタートが切られるとバクシンオーは抑えながら3番手につけ、ノースフライトがその直後につけた。逃げ馬不在の平均ペースで流れるなか、サクラバクシンオーは前走と同じく小島が手綱を抑えたまま直線入口で先頭に立ったが、直線半ばでノースフライトにかわされ、同馬に1馬身半差の2着と敗れた。サクラバクシンオーは結局1600メートル以上で勝利を挙げることはできなかった。
12月18日、連覇が懸かるスプリンターズステークスに出走。戦前には勝敗を問わずこれを最後として引退することが発表された。この競走は当年より国際競走となり、3頭の外国馬が出走。その中には、通算18戦14勝、アメリカの短距離G1最高峰であるブリーダーズカップ・スプリントでチェロキーランに頭差の2着という実績をもち、「米スプリント界を代表する馬」と触れ込まれたソビエトプロブレムがいた。しかし、地元ではサクラバクシンオーの優位は確実とみられ、当日はソビエトプロブレムを抑え、バクシンオーが単勝1.6倍と高い支持を受けた。レースでは、前半600メートルが32秒4という「超ハイペース」をみながらの4番手を進み、第3コーナーから最終コーナーにかけて進出。最後の直線では独走状態となり、後方から追い込んだビコーペガサスに4馬身差をつけての優勝を果たした。ソビエトプロブレムは見せ場もなく7着であった。
境は競走後のインタビューにおいて「行きたい馬を行かせ、好ポジションをとり、直線で楽に抜け出す完勝。何も言うことはない。この馬は脚部不安に泣かされ続けたが、本当によく頑張ってくれた。スタッフ全員のチームワークの勝利だと思う」と感想を述べ、小島は「レコードで、これだけ完勝するんだから凄い馬。スタンドの声援には感激した。スタッフが愛情をもって応えてくれたことが、素晴らしい形で実を結んだ」と語った。日本中央競馬会（JRA）の広報誌『優駿』は「『地の利』などという言葉で表現してしまうのはあまりにも失礼な強さ」、「これが世界一速い馬だ。そう言ってしまいたいほど、サクラバクシンオーは強かった」と評し、吉田善哉の死後、種牡馬事業を引き継ぐこととなった次男の吉田勝己は「外国馬はなかなか手強いメンバーだった。地元とはいえ問題にしなかったんだからすごい。内国産馬からこれだけのスピード馬が誕生したのは大きな進歩。今年、世界で一番速いのは間違いなくこの馬」と評した。走破タイム1分7秒1はスワンステークスに続く日本レコード。日本レコードとしては1997年まで、コースレコードとしては2001年まで保持された。なおこの競走は、日本馬が将来的にインターナショナル・クラシフィケーションの対象とされることを想定して、国際ハンデキャッパー会議で試験的に行われたレーティング（仮定の斤量数値による競走馬の格付け）において、125ポンドの評価を得た。
当初の予定通り、これを最後に引退。当年のJRA賞では、前年に次点だった最優秀短距離馬にノースフライトを抑えて選出された。1月15日には中山競馬場で引退式が行われ、2度目に優勝したスプリンターズステークスのゼッケン「8」を着けて最後の走りを披露した。

### 種牡馬時代
引退後は社台ファーム系列の社台スタリオンステーションで種牡馬となった。当時同場に繋養される内国産馬は、いずれも殿堂入りしたトウカイテイオーやメジロマックイーンなどごく僅かで、評論家の須田鷹雄は「社台の生産とはいえ、この展開は読めなかった。競走馬としてのバクシンオーには注目していなかった人でも、種牡馬としてのバクシンオーには注目せざるを得ないだろう。社台に住むということは、ひとつのエリート宣言である」とこれを評した。ノーザンファーム（旧・社台ファーム早来）代表の吉田勝己は、「（社台スタリオンには）サンデーサイレンスやトニービン、ドクターデヴィアスなど海外の大レースを勝った馬が多くいますが、バクシンオーだって世界的な名馬です。それに、こういう絶対的なスピードを誇るタイプの種牡馬は必要なんです」と導入の理由を述べている。
当時の生産界はサンデーサイレンスが不動のリーディングサイアーとして君臨し、また同馬と共に「御三家」と称されたトニービン、ブライアンズタイムがおり、内国産種牡馬は劣勢に立たされていた。しかしバクシンオーは初年度から100頭以上の交配相手を集めると、その優れたスピードを産駒によく伝え、自身と同じく1400メートル以下を中心に数々の活躍馬を輩出していった。2000年には1400メートル以下に限ればサンデーサイレンスに次ぐ僅差の2位という成績を挙げ、2001年からは総合ランキングでもトップ10に顔を出すようになる。2002年にはショウナンカンプが春の短距離GI・高松宮記念を制覇。また2004年にはブランディスが4000メートル超で行われる障害のGI競走・中山グランドジャンプと中山大障害を連覇、自身のイメージからすれば異色の産駒も出した。非サンデーサイレンス系種牡馬の旗手という存在となったバクシンオーは、生産者、馬主から厚い信頼を勝ち取り、初年度から16年連続で100頭を越える牝馬を集めた。
2010年7月には、史上12頭目・国産種牡馬としては3頭目となる産駒の中央競馬通算1000勝を達成。同年12月にはグランプリボスが朝日杯フューチュリティステークスに優勝した。しかし産駒の活躍が続く最中の翌2011年4月30日、サクラバクシンオーは社台スタリオンステーションにおいて心不全で死亡した。22歳没。それから8日後の5月8日にはグランプリボスがNHKマイルカップに優勝している。その死後も残された産駒が活躍を続け、2015年9月には産駒の中央競馬勝利数で史上単独5位となる1380勝目を記録した。2022年1月20日、JRAで競走馬登録されていた最後の産駒であるダイシンバルカンが登録抹消となり、残る現役産駒は地方のみとなった。

## 競走成績
以下の内容は、netkeiba.comの情報に基づく。
| 競走日 | 競走日 | 競走日 | 競馬場 | 競走名              | 格   | 距離（馬場）   | 頭 数 | 枠 番 | 馬 番 | オッズ （人気） | オッズ （人気） | 着順 | タイム （上がり3F） | 着差 | 騎手    | 斤量 [kg] | 1着馬（2着馬）         |
| ------ | ------ | ------ | ------ | ------------------- | ---- | -------------- | ----- | ----- | ----- | --------------- | --------------- | ---- | ------------------- | ---- | ------- | --------- | ---------------------- |
| 1992.  | 01.    | 12     | 中山   | 4歳新馬             |      | 0ダ1200m（稍） | 16    | 5     | 10    | 04.2            | （2人）         | 01着 | 01:11.8 （37.6）    | -0.8 | 0小島太 | 55        | （マイネルトゥルース） |
|        | 01.    | 26     | 中山   | 黒竹賞              |      | 0芝1600m（良） | 11    | 7     | 8     | 01.9            | （1人）         | 02着 | 01:35.1 （36.0）    | -0.0 | 0小島太 | 55        | マイネルコート         |
|        | 03.    | 14     | 中山   | 桜草特別            |      | 0芝1200m（良） | 12    | 8     | 11    | 01.3            | （1人）         | 01着 | 01:08.8 （34.6）    | -0.7 | 0小島太 | 55        | （ハヤノライデン）     |
|        | 03.    | 29     | 中山   | スプリングS         | GII  | 0芝1800m（重） | 14    | 3     | 4     | 05.7            | （3人）         | 12着 | 01:53.6 （40.9）    | -3.5 | 0小島太 | 56        | ミホノブルボン         |
|        | 04.    | 18     | 中山   | クリスタルC         | GIII | 0芝1200m（良） | 11    | 7     | 8     | 01.8            | （1人）         | 01着 | 01:08.6 （35.1）    | -0.6 | 0小島太 | 55        | （タイトゥルー）       |
|        | 05.    | 09     | 東京   | 菖蒲S               | OP   | 0芝1400m（良） | 10    | 8     | 10    | 01.4            | （1人）         | 01着 | 01:22.8 （36.0）    | -0.2 | 0小島太 | 57        | （エーピージェット）   |
|        | 06.    | 07     | 東京   | NZT4歳S             | GII  | 0芝1600m（良） | 10    | 3     | 3     | 07.4            | （3人）         | 07着 | 01:36.0 （36.6）    | -1.1 | 0小島太 | 56        | シンコウラブリイ       |
|        | 09.    | 13     | 中山   | 京王杯AH            | GIII | 0芝1600m（良） | 13    | 4     | 5     | 06.9            | （3人）         | 03着 | 01:33.0 （35.2）    | -0.2 | 0小島太 | 54        | トシグリーン           |
|        | 10.    | 31     | 東京   | 多摩川S             | OP   | 0芝1600m（良） | 12    | 7     | 9     | 04.5            | （3人）         | 07着 | 01:33.5 （36.5）    | -0.7 | 0小島太 | 55        | キョウエイボナンザ     |
|        | 11.    | 28     | 東京   | キャピタルS         | OP   | 0芝1400m（良） | 16    | 5     | 9     | 03.6            | （1人）         | 01着 | 01:21.1 （35.2）    | -0.4 | 0小島太 | 55        | （ミスタートウジン）   |
|        | 12.    | 20     | 中山   | スプリンターズS     | GI   | 0芝1200m（良） | 16    | 4     | 7     | 05.3            | （3人）         | 06着 | 01:08.3 （35.5）    | -0.6 | 0小島太 | 55        | ニシノフラワー         |
| 1993.  | 10.    | 02     | 中山   | オータムスプリントS | OP   | 0芝1200m（良） | 12    | 7     | 10    | 03.7            | （2人）         | 01着 | 01.08.8 （35.6）    | -0.1 | 0小島太 | 57        | （フィルードヴォン）   |
|        | 10.    | 30     | 東京   | アイルランドT       | OP   | 0芝1600m（重） | 12    | 5     | 6     | 07.3            | （3人）         | 04着 | 01.35.5 （37.5）    | -1.0 | 0小島太 | 58        | イイデザオウ           |
|        | 11.    | 27     | 東京   | キャピタルS         | OP   | 0芝1400m（良） | 16    | 1     | 1     | 04.3            | （3人）         | 01着 | 01.21.2 （35.3）    | -0.2 | 0小島太 | 58        | （エアリアル）         |
|        | 12.    | 19     | 中山   | スプリンターズS     | GI   | 0芝1200m（良） | 14    | 7     | 12    | 04.3            | （2人）         | 01着 | 01:07.9 （34.5）    | -0.4 | 0小島太 | 57        | （ヤマニンゼファー）   |
| 1994.  | 04.    | 03     | 中山   | ダービー卿CT        | GIII | 0芝1200m（良） | 13    | 6     | 9     | 01.2            | （1人）         | 01着 | 01.08.9 （35.8）    | -0.3 | 0小島太 | 58        | （ドージマムテキ）     |
|        | 05.    | 15     | 東京   | 安田記念            | GI   | 0芝1600m（良） | 16    | 6     | 12    | 06.9            | （3人）         | 04着 | 01:33.7 （36.8）    | -0.4 | 0小島太 | 57        | ノースフライト         |
|        | 10.    | 09     | 東京   | 毎日王冠            | GII  | 0芝1800m（良） | 11    | 2     | 2     | 06.5            | （4人）         | 04着 | 01.45.0 （35.7）    | -0.4 | 0小島太 | 59        | ネーハイシーザー       |
|        | 10.    | 29     | 阪神   | スワンS             | GII  | 0芝1400m（良） | 18    | 8     | 17    | 02.2            | （1人）         | 01着 | R1.19.9 （35.2）    | -0.2 | 0小島太 | 59        | （ノースフライト）     |
|        | 11.    | 20     | 京都   | マイルCS            | GI   | 0芝1600m（良） | 14    | 7     | 12    | 03.3            | （2人）         | 02着 | 01:33.2 （34.7）    | -0.2 | 0小島太 | 57        | ノースフライト         |
|        | 12.    | 18     | 中山   | スプリンターズS     | GI   | 0芝1200m（良） | 14    | 5     | 8     | 01.6            | （1人）         | 01着 | R1:07.1 （34.4）    | -0.7 | 0小島太 | 57        | （ビコーペガサス）     |

- タイム欄のRはレコード勝ちを示す。

## 評価

### スプリンターとしての評価
「マイル」と「スプリント」が曖昧だった1990年代にあって、スプリンターとしてはじめて「超一流」との評価を得、明確に「スプリントの王者」として現れた最初の馬であるとされる。当時はまだ春の短距離GI・高松宮記念は存在せず、日本馬の国外への遠征が活発化していくのも時代が下ってからであり、海外競馬評論家の合田直弘は「週刊Gallop」誌上で「6ハロンなら、当時、世界最強だったかもしれない」、ライターの谷川善久は「もう少し遅く生まれていれば、サクラバクシンオーはさらに多くの勲章を勝ち取っていたことだろう。速すぎた馬、そして早すぎた馬、といったところだろうか」と評している。なお、サクラバクシンオーの現役当時に唯一のスプリントGIであったスプリンターズステークスに限れば、これを連覇した馬は2012・13年の優勝馬ロードカナロアまで19年間現れなかった。
『優駿』が2012年に行った「距離別最強馬」アンケートでは、全6つのカテゴリーの中で唯一過半数の得票率を記録し、「1200メートル」でサクラバクシンオーが1位となった。合わせて競馬関係者を対象として行われたアンケートでは、17人のうち池江泰郎、池江泰寿、河内洋、国枝栄、小島太、四位洋文、鹿戸雄一、清水英克、田中勝春、中舘英二、松田国英、三浦皇成、矢作芳人の13名が1200メートルでサクラバクシンオーを選定し、ほかアナウンサーの杉本清、評論家の井崎脩五郎が同様の投票をした。このうち三浦と矢作は産駒に占めるスプリンターの多さにも言及している。産駒がデビューした1998年から、死の翌年である2012年7月までに産駒が中央競馬の1200メートル戦で挙げた勝利数は655に上り、同期間で2位のフジキセキ（312勝）に2倍以上の差を付けている。
小島太はサクラバクシンオーの競走能力について次のように評した。

### 身体面の特徴
ノーザンファームの中尾義信によれば、出生した年から「早来で1、2を争う好馬体の持ち主」であった。他方、同場の獣医師は「初仔ということもあって小ぶりな馬で、これといった印象はなかった」としているが、彼もスワンステークスの勝利時には「これほど立派な体になるとは思わなかった」と述べており、いずれにせよ好馬体を備えていた。父・サクラユタカオーを生産した藤原牧場の藤原悟郎は「ユタカオーは本当にきれいな馬だったけど、それを筋肉質にしたタイプがバクシンオーだと思う。柔らかさ、スピードのあるところが似ている」と評している。評論家・石川ワタルはその馬体を評し「日本の近代競馬が総力を挙げて生み出した最高のスプリンターにふさわしいものがある。名は体を表し、馬体はその馬の素質を表す。その一つの典型となるのが、サクラバクシンオーなのだ」と賞した。小島太によると「見ていると豪快なイメージがあるバクシンオーだけど、脚の関節がものすごく柔らかくて、コーナーリングもすごくスムーズ」だったといい、「あの感触を味わえる馬は他になかったね。最高の乗り味だった」と述べている。
その一方で、父同様の体質の弱さも備え、陣営は常に「これが最後のレースになるかもしれない」という覚悟のもとでレースに送り出していたという。評論家の大川慶次郎は「境勝太郎が嫌い」であると公言していたが、その大川も「サクラバクシンオーに関しては、境さんは名調教師といえる」、「休むときには休ませ、いいときに使っている。もちろんレース中に故障するようなこともなかった。（中略）引退までずっと大きな故障もなく競走に出られたのは、境さんがいい調教師だったから」と賞賛している。境自身は、日々献身的にバクシンオーの脚部をケアし続けた厩務員・吉村活彦の努力があってのことだとしている。

### サクラバクシンオーとノースフライト
5歳時に3度対戦したノースフライトとは、バクシンオーがスプリンター、ノースフライトはマイラーという違いはあるものの、しばしばライバルとして語られる存在である。境勝太郎はノースフライトについて「あの馬が完調で出てきたら、たとえ1200メートルでもバクシンオーが勝てたかどうか」と評価し、小島太は両者を「バクシンオーは日本一速い馬だが、ノースフライトは日本一切れる馬だ」と対比している。対して、ノースフライトの主戦騎手である角田晃一は「1400の距離でバクシンオーのあのスピードのついて行ったらこっちが潰れてしまう」と語り、スワンステークスでの完敗を認めている。なお、マイルチャンピオンシップのパドックにおいて、境がノースフライトを管理する加藤敬二に「この2頭の産駒はどうですか」と水を向け、加藤も「いいですね」と応じたとされるが、この交配は実現しなかった。

## 重賞勝利産駒

### GI級競走優勝馬
※太字はGI級競走
- 1997年産

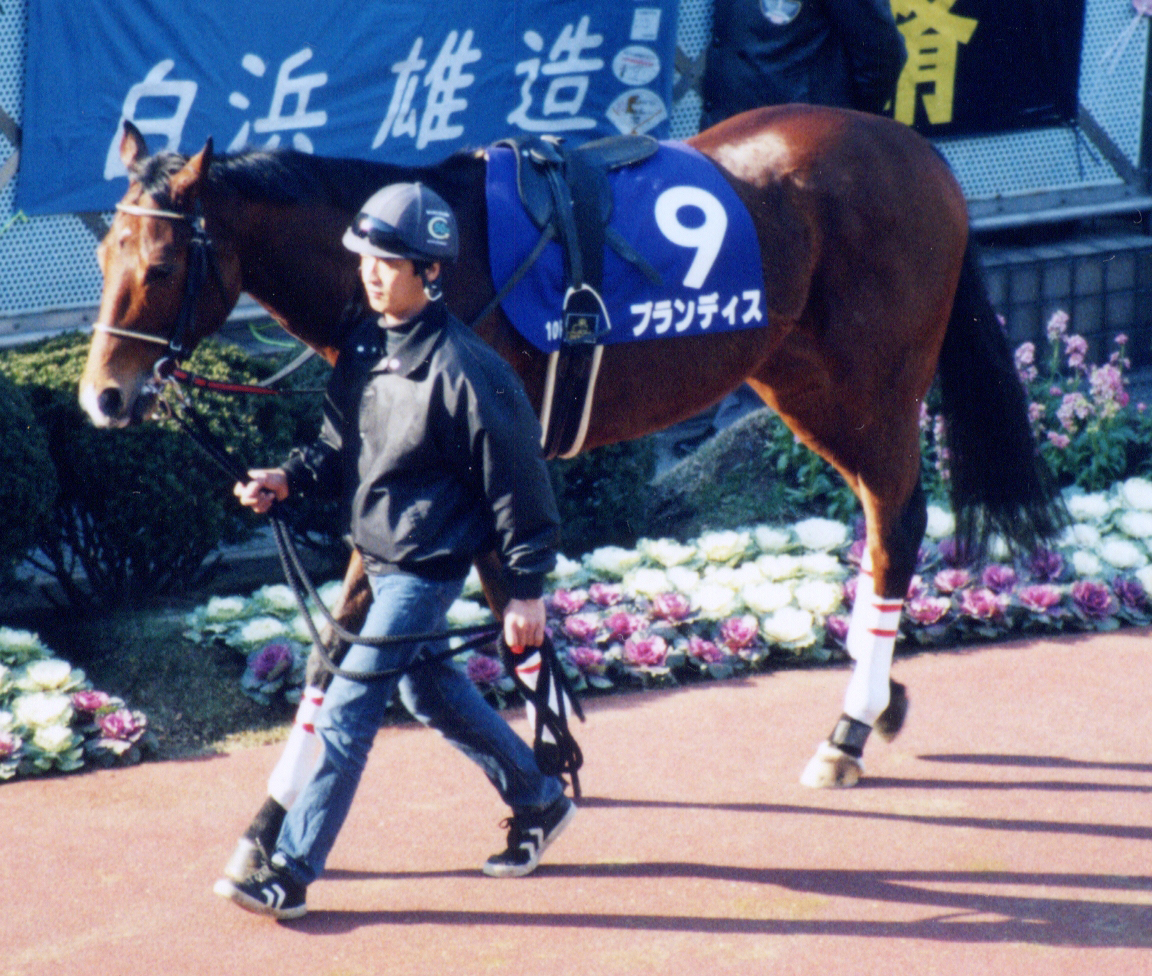
ブランディス（1997年産）

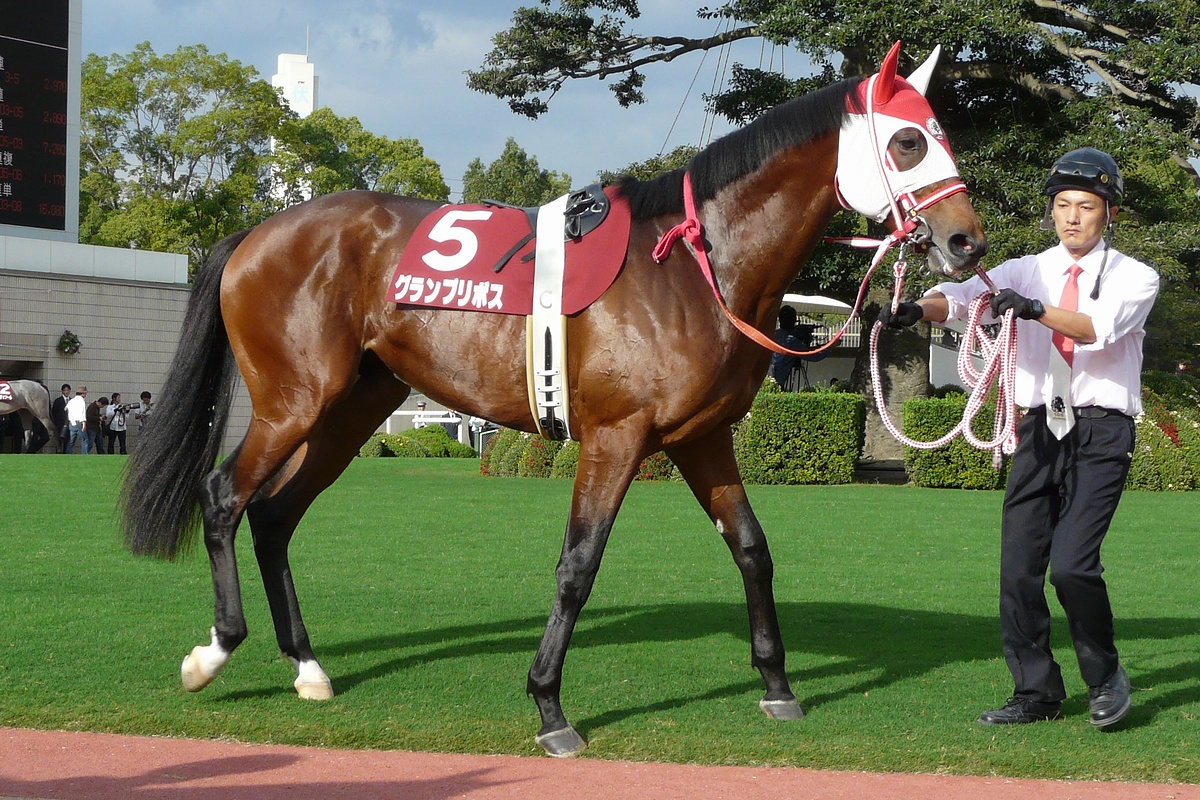
グランプリボス（2008年産）

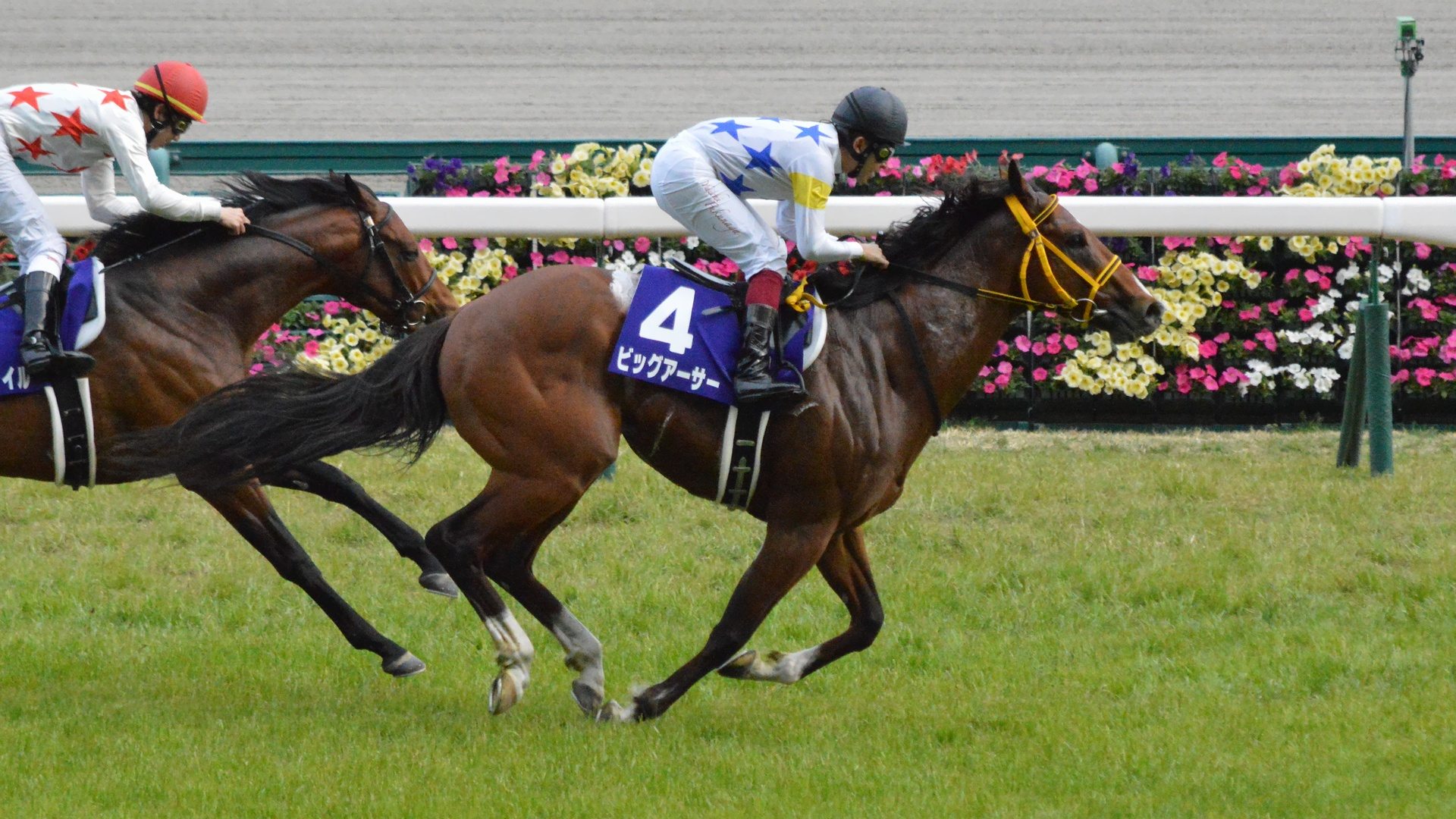
ビッグアーサー（2011年産）

  - ブランディス（2004年中山大障害、中山グランドジャンプ[63]）
- 1998年産
  - ショウナンカンプ（2002年高松宮記念、スワンステークス 2003年阪急杯[64]）
- 2008年産
  - グランプリボス（2010年京王杯2歳ステークス、朝日杯フューチュリティステークス 2011年NHKマイルカップ 2012年スワンステークス 2013年マイラーズカップ[65]）
- 2011年産
  - ビッグアーサー（2016年高松宮記念、セントウルステークス[66]）

### グレード制重賞優勝馬
- 1998年産
  - ロードバクシン（2001年兵庫チャンピオンシップ、ほか地方限定重賞12勝[67]）
- 1999年産
  - ブルーショットガン（2006年阪急杯[68]）
  - メジロマイヤー（2002年きさらぎ賞 2006年小倉大賞典[69]）
- 2000年産
  - シーイズトウショウ（2003年CBC賞 2004年・2005年函館スプリントステークス 2006年CBC賞、セントウルステークス[70]）
  - エイシンツルギザン（2003年ニュージーランドトロフィー[71]）
- 2001年産
  - タイセイブレーヴ（2003年兵庫ジュニアグランプリ[72]）
  - ジョイフルハート（2008年北海道スプリントカップ[73]）
- 2003年産
  - デンシャミチ（2005年京王杯2歳ステークス[74]）
  - タイセイアトム（2008年ガーネットステークス[75]）
  - サンダルフォン（2009年北九州記念[76]）
- 2004年産
  - ニシノチャーミー（2006年函館2歳ステークス[77]）
  - アドマイヤホクト（2007年ファルコンステークス[78]）
  - カノヤザクラ（2008年セントウルステークス 2008年・2009年アイビスサマーダッシュ[79]）
  - ヘッドライナー（2010年CBC賞[80]）
- 2005年産
  - マルブツイースター（2007年小倉2歳ステークス[81]）
  - サンクスノート（2010年京王杯スプリングカップ[82]）
  - スプリングソング（2010年京阪杯[83]）
- 2007年産
  - ダッシャーゴーゴー（2010年セントウルステークス 2011年オーシャンステークス、CBC賞[84]）
  - エーシンホワイティ（2010年ファルコンステークス 2014年新潟ジャンプステークス[85]）
- 2008年産
  - テイクアベット（2012年サマーチャンピオン[86]）
  - スギノエンデバー（2012年北九州記念[87]）
- 2009年産
  - ゴーイングパワー（2011年兵庫ジュニアグランプリ[88]）
  - バクシンテイオー（2016年北九州記念[89]）
- 2011年産
  - ベルカント（2013年ファンタジーステークス 2014年フィリーズレビュー 2015年アイビスサマーダッシュ、北九州記念[90]）

### 地方重賞優勝馬
- 1997年産
  - バクシンクリーク（1999年園田ジュニアカップ・園田 2000年のじぎく賞・姫路[91]）
- 1998年産
  - シンボリスナイパー（2006年OROカップ・盛岡[92]）
- 2000年産
  - シンドバッド（2003年園田ダービー・園田、MRO金賞・金沢 2005年園田フレンドリーカップ・園田、姫路チャレンジカップ・姫路[93]）
  - メモリヒメ（2003年桜花賞・浦和[94]）
  - レオカーディナル（2008年名古屋記念・名古屋[95]）
- 2001年産
  - フラワーサークル（2004年春霞賞・札幌[96]）
- 2006年産
  - サクラリボルバー（2011年吉野ヶ里記念・佐賀[97]）
- 2008年産
  - ケージーヨシツネ（2015年高千穂賞・佐賀、九千部山賞・佐賀、水無月賞・佐賀、雷山賞・佐賀、周防灘賞・佐賀[98]）
- 2010年産
  - オールマイウェイ（2014年かきつばた賞・盛岡[99]）
  - アップアンカー（2015年名港盃・名古屋、くろゆり賞・笠松[100]）

### 母の父としての主な産駒
※太字はGI級競走
- 2009年産
  - ハクサンムーン（父アドマイヤムーン：2012年京阪杯 2013年セントウルステークス、アイビスサマーダッシュ[101]）
- 2010年産
  - キタサンミカヅキ（父キングヘイロー：2017年東京盃[102]）
- 2011年産
  - アデイインザライフ（父ディープインパクト：2016年新潟記念[103]）
- 2012年産
  - キタサンブラック（父ブラックタイド：2015年菊花賞、スプリングステークス、セントライト記念 2016年・2017年天皇賞（春） 2016年ジャパンカップ、京都大賞典 2017年大阪杯、天皇賞（秋）、有馬記念[104]）
- 2013年産
  - ブランボヌール（父ディープインパクト：2015年函館2歳ステークス 2016年キーンランドカップ[105]）
- 2014年産
  - モンドキャンノ（父キンシャサノキセキ：2016年京王杯2歳ステークス[106]）
  - ウォーリングステイツ（父ヴィクトワールピサ：2017年バイエルンクラシック[107]）
- 2015年産
  - グリム（父ゼンノロブロイ：2018年レパードステークス、白山大賞典 2019年名古屋大賞典、マーキュリーカップ、白山大賞典[108]）
  - クレイジーアクセル（父ロージズインメイ：2019年クイーン賞[109]）
- 2016年産
  - ファストフォース（父ロードカナロア：2021年CBC賞、2023年高松宮記念[110]）
  - レッドアネモス（父ヴィクトワールピサ：2020年クイーンステークス[111]）
- 2017年産
  - ビアンフェ（父キズナ：2019年函館2歳ステークス、2020年葵ステークス、2021年函館スプリントステークス[112]）
  - スマートアペックス（父ハーツクライ：2021年東京ジャンプステークス[113]）
- 2018年産
  - アナザーリリック（父リオンディーズ：2022年福島牝馬ステークス[114]）
  - テイエムトッキュウ（父ロードカナロア：2023年カペラステークス）
- 2019年産
  - サトノレーヴ（父ロードカナロア：2024年函館スプリントステークス、キーンランドカップ、2025年高松宮記念）
- 2021年産
  - シュガークン（父ドゥラメンテ：2024年青葉賞）
  - キープカルム（父ロードカナロア：2025年しらさぎステークス）
- 2022年産
  - カムニャック（父ブラックタイド：2025年フローラステークス、優駿牝馬）

## 血統

### 血統背景
祖父テスコボーイは1968年に日高軽種馬農協が輸入して数々の名馬を輩出、安価な種付け料と相俟って日高の生産者から「お助けボーイ」と呼ばれた。父サクラユタカオーはその種牡馬生活後期の産駒であり、引退に際しては日高と本馬の生産者である社台ファームとの間で種牡馬としての争奪戦が起こり、境勝太郎の口利きで日高に繋養されたという経緯がある。一方、母方の祖母・クリアアンバーから連なる牝系は社台グループを代表するもののひとつである。ライターの河村清明は、サクラバクシンオーが社台グループの手厚い管理のもとで順調な種牡馬生活を送ったことにも絡め、この血統を「オール馬産地の血脈」と称している。

### 血統表
| サクラバクシンオーの血統           | サクラバクシンオーの血統                                                               | サクラバクシンオーの血統                                                               | （血統表の出典）                                                                       | （血統表の出典） |
| 父系                               | テスコボーイ系                                                                         | テスコボーイ系                                                                         | テスコボーイ系                                                                         | [ § 2 ]          |
| 父 サクラユタカオー 1982 栗毛 日本 | 父の父*テスコボーイ Tesco Boy 1963 黒鹿毛 イギリス                                     | Princely Gift                                                                          | Nasrullah                                                                              | Nasrullah        |
| 父 サクラユタカオー 1982 栗毛 日本 | 父の父*テスコボーイ Tesco Boy 1963 黒鹿毛 イギリス                                     | Princely Gift                                                                          | Blue Gem                                                                               |                  |
| 父 サクラユタカオー 1982 栗毛 日本 | 父の父*テスコボーイ Tesco Boy 1963 黒鹿毛 イギリス                                     | Suncourt                                                                               | Hyperion                                                                               | Hyperion         |
| 父 サクラユタカオー 1982 栗毛 日本 | 父の父*テスコボーイ Tesco Boy 1963 黒鹿毛 イギリス                                     | Suncourt                                                                               | Inquisition                                                                            |                  |
| 父 サクラユタカオー 1982 栗毛 日本 | 父の母アンジェリカ 1970 黒鹿毛 日本                                                    | *ネヴァービート Never Beat                                                             | Never Say Die                                                                          | Never Say Die    |
| 父 サクラユタカオー 1982 栗毛 日本 | 父の母アンジェリカ 1970 黒鹿毛 日本                                                    | *ネヴァービート Never Beat                                                             | Bride Elect                                                                            |                  |
| 父 サクラユタカオー 1982 栗毛 日本 | 父の母アンジェリカ 1970 黒鹿毛 日本                                                    | スターハイネス                                                                         | *ユアハイネス                                                                          | *ユアハイネス    |
| 父 サクラユタカオー 1982 栗毛 日本 | 父の母アンジェリカ 1970 黒鹿毛 日本                                                    | スターハイネス                                                                         | スターロツチ                                                                           |                  |
| 母 サクラハゴロモ 1984 鹿毛        | 母の父*ノーザンテースト Northern Taste 1971 栗毛 カナダ                                | Northern Dancer                                                                        | Nearctic                                                                               | Nearctic         |
| 母 サクラハゴロモ 1984 鹿毛        | 母の父*ノーザンテースト Northern Taste 1971 栗毛 カナダ                                | Northern Dancer                                                                        | Natalma                                                                                |                  |
| 母 サクラハゴロモ 1984 鹿毛        | 母の父*ノーザンテースト Northern Taste 1971 栗毛 カナダ                                | Lady Victoria                                                                          | Victoria Park                                                                          | Victoria Park    |
| 母 サクラハゴロモ 1984 鹿毛        | 母の父*ノーザンテースト Northern Taste 1971 栗毛 カナダ                                | Lady Victoria                                                                          | Lady Angela                                                                            |                  |
| 母 サクラハゴロモ 1984 鹿毛        | 母の母*クリアアンバー Clear Amber 1967 黒鹿毛 アメリカ                                 | Ambiopoise                                                                             | Ambiorix                                                                               | Ambiorix         |
| 母 サクラハゴロモ 1984 鹿毛        | 母の母*クリアアンバー Clear Amber 1967 黒鹿毛 アメリカ                                 | Ambiopoise                                                                             | Bull Poise                                                                             |                  |
| 母 サクラハゴロモ 1984 鹿毛        | 母の母*クリアアンバー Clear Amber 1967 黒鹿毛 アメリカ                                 | One Clear Call                                                                         | Gallant Man                                                                            | Gallant Man      |
| 母 サクラハゴロモ 1984 鹿毛        | 母の母*クリアアンバー Clear Amber 1967 黒鹿毛 アメリカ                                 | One Clear Call                                                                         | Europa F-No.4-m                                                                        |                  |
| 母系(F-No.)                        | 4号族(FN:4-m)                                                                          | 4号族(FN:4-m)                                                                          | 4号族(FN:4-m)                                                                          | [ § 3 ]          |
| 5代内の近親交配                    | Nasrullah 4×5、Hyperion 4×5、Lady Angela 4×5（母内）、Nearco 5×5、Bull Lea 5×5（母内） | Nasrullah 4×5、Hyperion 4×5、Lady Angela 4×5（母内）、Nearco 5×5、Bull Lea 5×5（母内） | Nasrullah 4×5、Hyperion 4×5、Lady Angela 4×5（母内）、Nearco 5×5、Bull Lea 5×5（母内） | [ § 4 ]          |
| 出典                               | 1. 2. 3. 4.                                                                            | 1. 2. 3. 4.                                                                            | 1. 2. 3. 4.                                                                            | 1. 2. 3. 4.      |

### 近親
＊競走名太字は中央競馬の八大競走およびGI級競走。
- 祖母クリアアンバーの産駒に、母のサクラハゴロモの全兄にあたるアンバーシャダイ（有馬記念、天皇賞・春、アメリカジョッキークラブカップ2回、目黒記念・秋）
- 祖母クリアアンバーを同じく祖母として持つ近親にイブキマイカグラ（阪神3歳ステークス、弥生賞、NHK杯）
- 祖母クリアアンバーの牝系に、同馬を3代母としてもつファストタテヤマ（デイリー杯2歳ステークス、京都新聞杯）や、同馬を4代母としてもつミッキードリーム（朝日チャレンジカップ）、インパルスヒーロー（ファルコンステークス、NHKマイルカップ2着）
- 全妹ラトラヴィアータの孫に、アルフレード（朝日杯フューチュリティステークス）

その他5代母Sicily（アラバマステークス、本血統表内Europaの母）からも牝系が広がっている。
- 5代母Sicilyの産駒にFlying Fury（シャンペンステークス）
- 5代母Sicilyの孫にSummer Guest（CCAオークスなど）、Gentleman James（ガルフストリームパークブリーダーズカップターフステークス）
- 5代母Sicilyから上記Summer Guestを経由した近親には以下の馬がいる。
  - You'd Be Surprise（ジョン A.モリスハンデキャップ）
  - Key Contender（サバーバンハンデキャップ＊2009年からG2降格）
  - カワカミプリンセス（オークス、秋華賞）